# 布鲁克·福德
布鲁克·福德（英語：Brooke Forde，1999年3月4日—）来自肯塔基州路易维尔，是一名美国女子游泳运动员，主攻自由泳和混合泳。她的父亲Pat是一名体育新闻编辑，母亲Tricia曾代表西北大学参加校际游泳比赛，两个哥哥也都从事游泳运动。她也受到家人的影响在童年时便开始练习游泳。她于2017年进入斯坦福大学，并在2017年至2021年间代表该校校队参加校际比赛。

## 外部連結
- 布鲁克·福德在国际奥林匹克委员会的资料
- 布鲁克·福德的Instagram帳戶